# Tibellus shikerpurensis
Tibellus shikerpurensis là một loài nhện trong họ Philodromidae.
Loài này thuộc chi Tibellus. Tibellus shikerpurensis được Biswamoy Biswas & Dinendra Raychaudhuri miêu tả năm 2003.